# 서건창
서건창(徐建昌, 1989년 8월 22일~)은 KBO 리그 KIA 타이거즈의 내야수, 지명타자이다. 그의 외사촌은 KBO 리그 SSG 랜더스의 외야수인 정현승이다.

## 아마추어 시절
2001년에 박찬호 장학금 4기 수상자로 선정됐다. 광주일고 시절 주전 유격수로 활약하며 황금사자기 우승과 대통령배 우승 멤버로 고교 시절 유망주였다. 1학년 때는 2년 선배 강정호와 같은 팀에서 활동했다. 그러나 야구선수로서는 왜소한 체구와 수술 경력 때문에 신인 드래프트에서 외면받았다.

## LG 트윈스시절
당시 고려대학교 야구부 감독이었던 양승호에게 입학 제의를 받았지만 집안 사정으로 포기한 후 2008년에 신고선수로 입단했다. 그 해 6월 1일 정식 선수로 등록됐지만 7월에 단 한 경기에만 출장하고 팔꿈치 부상을 당해 시즌 후 다시 신고선수로 전환됐으며, 이듬해 잔류군을 전전하다가 방출됐다. 이후 한화 이글스에서 입단 테스트를 받았으나 탈락했고, 병역을 위해 경찰 야구단에 지원했으나 자격 요건을 갖추지 못해 입단에 실패했다. 결국 현역으로 입대해 육군 31사단에서 군 복무를 마쳤다.

## 넥센 히어로즈&키움 히어로즈시절
제대 후 NC 다이노스의 트라이 아웃을 준비했으나 광주제일고등학교 야구부를 이끌던 김선섭 감독의 제안으로 입단 테스트를 받았다. 입단 테스트를 통과해 신고선수로 입단했고 곧바로 정식 선수로 등록했다. 테스트 당시에는 뛰어나지 않았지만 당시 타격코치였던 박흥식의 눈에 들어 테스트를 통과했고 그 해 마무리 캠프에도 참가해 두각을 보이며 코칭 스태프의 관심을 끌었다. 개막전을 앞두고 당시 2루수였던 김민성이 부상을 당하자 2012년 개막전에서 김민성을 대신해 2루수로 출전했다. 재활을 마친 김민성은 3루수로 활동했다. 실질적인 첫 풀 타임 시즌을 보내며 테이블 세터로 출장해 세 자리수 안타를 기록했고, 총 91표 중 79표로 압도적 지지를 받아 신인왕을 차지했다. 이는 팀 창단 이래 첫 신인왕이었으며, 동시에 정규 시즌 MVP로 1루수 박병호가 선정돼 팀 내에서 신인왕과 MVP가 동시에 나왔다. 2루수 골든 글러브까지 수상하며 역대 KBO 리그 8번째 신인왕과 골든 글러브를 모두 수상했다. 2013년 6월 22일 수비 중 새끼 발가락 부상으로 인해 86경기 출전에 그쳤다. 이후 전라남도 강진에서 재활에 전념해 복귀 후 팀의 포스트 시즌 진출에 큰 힘을 보탰다. 2014년 아시안 게임에는 승선하지 못했지만 종전 기록인 이종범의 196안타, 이승엽의 128득점, 이종운의 시즌 최다 3루타 기록을 경신했다. 기존의 넓은 수비 범위에 추가해 송구와 강습 타구 처리 능력이 향상돼 리그 최고의 수비를 보여줬다. 장타력이 개선되면서도 주력이 떨어지지 않아 여전히 리그 최고 수준의 주자로 활약하며 팀 창단 최초 2연속 포스트 시즌 진출에 매우 크게 기여했다. 196번째 안타는 이종범과 같은 124경기째에 기록했으며, 2014년 10월 13일에 KIA 타이거즈의 김병현을 상대로 197번째 안타를 쳐 내며 최다 안타 기록을 20년 만에 경신했다. 2014년 10월 17일 SK 와이번스의 채병용을 상대로 KBO 리그 최초 단일 시즌 200안타를 돌파했으며, 같은 날 SK 와이번스의 이재영을 상대로 안타를 추가해 시즌 201안타를 기록했다. 시즌 후 팀은 준우승에 머물렀지만 최다 안타에 이어 타격왕, 득점왕을 차지해 2014년 정규 리그 MVP로 선정됐다. 또 야마이코 나바로를 제치고 생애 2번째 골든 글러브를 수상하며 개인 최고의 한 해를 보냈다. 시즌 후 연봉 3억원에 계약을 마쳤다. 2015년 시즌 중 고영민의 수비 미숙으로 인해 십자인대가 파열돼 전력에서 이탈했고, 규정 타석을 채우지 못한 채 시즌을 마감했다. 이택근의 뒤를 이어 팀의 새 주장으로 선정됐다. 2016년 8월 11일 KIA전에서 임창용을 상대로 끝내기 홈런을 쳐 내며 승리를 이끌었다. 2016년 시즌 3할대 타율, 182안타(7홈런)을 기록해 2루수 부문 골든글러브를 수상했다. 2017년 1월 10일 주장을 연임하고 4억원에 계약을 체결했다. 그리고 WBC 국가대표에 선출됐다. 2017년 4월 7일 두산전에서 팀 창단 이래 최초이자 역대 KBO 리그 22번째 사이클링 히트를 달성했다. 2017년 시즌 초반에 1할도 안되는 타율로 부진했으나 사이클링 히트 후 타격감을 회복했다. 2018년에도 주장을 역임했으나 4월 3일 부상으로 말소됐다. 이후 2018년 8월 11일 LG전에서 복귀했다. 2018년 9월 29일 NC전에서 원종현을 상대로 끝내기 안타를 쳐 내며 승리를 이끌었다.
2019년 초반에는 주로 2루수로 출전했으나 종아리 부상을 당해 김혜성이 2루수를 맡고 주로 지명타자로 출전해 3할 타율을 기록했다. 시즌 후 3억 5,000만원에 계약했는데 본인(서건창)이 2014년 기록한 201안타 기록은 2024년 빅터 레예스에 의해  갱신(202안타)됐다.

## LG 트윈스복귀
2021년 7월 27일 당시 LG 트윈스 소속이었던 정찬헌과 1:1 트레이드를 통해 12년만에 친정 팀으로 복귀하였다. 2023년 시즌 후 에이전트가 팀에 방출을 요청했다.

## KIA 타이거즈시절
2024년 1월 15일에 입단했고 한국시리즈 우승을 이끌었다. 2024년 시즌 후 FA 자격을 취득해 1+1년 총액 5억원에 잔류했다.

## 대한민국 야구 국가대표팀 활약

### 2017년WBC
예선 3경기에 모두 선발 출전해 이스라엘전 4타수 2안타, 1타점, 1볼넷, 1삼진, 네덜란드전 4타수 무안타, 대만전 6타수 2안타, 2타점, 1득점, 1삼진을 기록했다. 총 14타수 4안타, 타율 0.286, 3타점, 1볼넷, 1득점, 2삼진을 기록했다.

## 별명
- 2014년 시즌에 201안타를 쳐 내며 타격에서 뛰어난 모습을 보여 그의 성인 '서'와 '교수'를 합친 '서교수'라고 불린다.
- 영어로 '프로페서' 또는 성을 합쳐 '서 프로페서'라고 불리고[출처 필요], 일본어로는 '서센세'라고 불린다.

## 출신 학교
- 송정동초등학교
- 광주충장중학교
- 광주제일고등학교

## 통산 기록
| 연도 | 팀명   | 타율  | 경기 | 타수 | 득점 | 안타 | 2루타 | 3루타 | 홈런 | 루타 | 타점 | 도루 | 도실 | 볼넷 | 사구 | 삼진 | 병살 | 실책 |
| ---- | ------ | ----- | ---- | ---- | ---- | ---- | ----- | ----- | ---- | ---- | ---- | ---- | ---- | ---- | ---- | ---- | ---- | ---- |
| 2008 | LG     | 0.000 | 1    | 1    | 2    | 0    | 0     | 0     | 0    | 0    | 0    | 0    | 0    | 0    | 0    | 1    | 0    | 0    |
| 2012 | 넥센   | 0.266 | 127  | 433  | 70   | 115  | 21    | 10    | 1    | 159  | 40   | 39   | 12   | 45   | 7    | 43   | 4    | 7    |
| 2013 | 넥센   | 0.266 | 86   | 316  | 53   | 84   | 13    | 2     | 0    | 101  | 18   | 26   | 7    | 33   | 11   | 29   | 3    | 4    |
| 2014 | 넥센   | 0.370 | 128  | 543  | 135  | 201  | 41    | 17    | 7    | 297  | 67   | 48   | 17   | 59   | 8    | 47   | 1    | 7    |
| 2015 | 넥센   | 0.298 | 85   | 312  | 52   | 93   | 24    | 4     | 3    | 134  | 37   | 9    | 2    | 42   | 1    | 24   | 7    | 11   |
| 2016 | 넥센   | 0.325 | 140  | 560  | 111  | 182  | 30    | 7     | 7    | 247  | 63   | 26   | 13   | 69   | 10   | 58   | 6    | 15   |
| 2017 | 넥센   | 0.332 | 139  | 539  | 87   | 179  | 28    | 3     | 6    | 231  | 76   | 15   | 6    | 67   | 1    | 68   | 11   | 12   |
| 2018 | 넥센   | 0.340 | 37   | 141  | 28   | 48   | 12    | 0     | 0    | 60   | 15   | 2    | 0    | 12   | 3    | 19   | 1    | 0    |
| 2019 | 키움   | 0.300 | 113  | 426  | 67   | 128  | 23    | 3     | 2    | 163  | 41   | 17   | 3    | 49   | 3    | 50   | 5    | 6    |
| 2020 | 키움   | 0.277 | 135  | 484  | 79   | 134  | 28    | 5     | 5    | 187  | 52   | 24   | 10   | 91   | 5    | 58   | 8    | 3    |
| 2021 | LG     | 0.253 | 144  | 512  | 78   | 130  | 24    | 2     | 6    | 176  | 52   | 12   | 4    | 69   | 9    | 78   | 14   | 8    |
| 2022 | LG     | 0.224 | 77   | 219  | 39   | 49   | 10    | 1     | 2    | 67   | 18   | 8    | 3    | 20   | 4    | 44   | 5    | 4    |
| 통산 | 11시즌 | 0.299 | 1212 | 4486 | 799  | 1343 | 254   | 54    | 39   | 1822 | 479  | 226  | 77   | 556  | 62   | 518  | 66   | 77   |

- 빨간 글씨는 한국 프로야구 최고 기록
- 굵은 글씨는 해당 시즌 최고 기록

## 가족관계
- 배우자 : 박종미 (2024년 12월 14일 결혼예정)